# Relebactam
Relebactam ist ein antibiotisch wirksamer Arzneistoff aus der Gruppe der β-Lactamase-Inhibitoren.

## Chemie
Es ist das N-Piperidinyl-Derivat von Avibactam.

## Anwendung
Relebactam wurde in fixer Kombination mit Imipenem und Cilastatin im Juli 2019 in den USA zugelassen zur Behandlung von
- im Krankenhaus erworbener bakterieller Lungenentzündung (hospital-acquired bacterial pneumonia, HABP) und  bakterieller Lungenentzündung eines beatmeten Patienten (ventilator-associated bacterial pneumonia, VABP) bei Erwachsenen,

- komplizierten Harnwegsinfektionen (complicated urinary tract infection, CUTI) einschließlich Pyelonephritis bei Erwachsenen, für die nur begrenzte oder keine alternativen Behandlungsmöglichkeiten bestehen,

und die durch entsprechend empfindliche gramnegative Keime verursacht werden.

## Sonstiges
Pharmazeutisch eingesetzt wird Relebactam als Monohydrat, ein kristallines weißes bis fast weißes, wasserlösliches Pulver.